# Руби О. Фи
Руби О. Фи (родилась 7 февраля 1996, провинция Сан-Хосе, Коста-Рика; настоящее Имя: Ruby Moonstone Camilla Willow Fee) — немецкая актриса

.

## Карьера
Руби О. Фи в детстве жила с немкой-матерью и французом-отчимом в Бразилии и в 2008 году переехала с семьёй в Берлин. В 2010 году она прославилась благодаря главной роли Софи Келлерманн в телесериале «в Одиночку против времени» . Её снова пригласили для съёмок во втором сезоне, который вышел в 2010/11 году. В своём первом полнометражном фильме Чрево (2010) исполняла роль молодой «Ребекки» (взрослую играла Ева Грин). В художественном фильме Одуванчик — приключенческое кино, который был снят летом 2010 года и вышел в мае 2011, она снова получила главную роль Лайлы.
Летом 2012 года состоялись съёмки экранизации детской книги Чёрные братья с Моритцем Бляйбтроем, в которых Руби О. Фи занимала роль Ангелетты. Затем она получила роль в телевизионном фильме Лотта и счастливое будущее, в котором она играла больную девушку с разбитым сердцем. Много похвал она получила за исполнение подозреваемой в убийстве Сары в фильме «Место преступления-эпизод С днём рождения, Сара». Летом 2013 Фи снималась в фильме Детлева Бакса «Биби и Тина» в роли Софии Геленберг.
В 2015 году она играла в фильме Андреаса Дрезена «Когда мы мечтали» по одноимённому роману Клеменса Мейера одну из главных ролей.

## Фильмография
- 2010: Чрево
- 2010—2012: В одиночку против времени (телесериал)
- 2011: Одуванчик — приключенческое кино
- 2013: Лотта и счастливое будущее (телефильм)
- 2013: Последний отпечаток Берлина — Вечная темнота (телесериал)
- 2013: Чёрные братья
- 2013: Место преступления — С днём рождения, Сара (телефильм)
- 2013: Мёртвый
- 2014: Биби и Тина
- 2014: Выхода нет (телефильм)
- 2014: Биби и Тина: Полностью околдована! (камео)
- 2015: Когда мы мечтали
- 2015: Ловушка для привидения
- 2016: Rockabilly Requiem
- 2016: Место преступления — Карточный домик (телефильм)
- 2016: Тайна повитухи (телефильм)
- 2016: Shakespeares letzte Runde (телефильм)
- 2016: Zazy
- 2016: Seitenwechsel
- 2016: Verrückt nach Fixi
- 2016: Prinz Himmelblau und Fee Lupine (телефильм)
- 2019 — Полярный / Polar
- 2021: Армия воров

## Награды
- 2014: Юпитер в категории Лучшая немецкая ТВ-актриса за участие в фильме «Место преступления: с днём рождения, Сара»
- 2014: Золотой воробей в категории Лучший/ая исполнитель/ница за роль в фильме «Чёрные братья»
- 2014: Günter-Strack-Fernsehpreis за исполнение главной роли в фильме «Место преступления: с днём рождения, Сара»
- 2016: Immenhof-Filmpreis фильм цена 2015 в категории Лучшая актриса[11].